# アナ・フェルナンデス
アナ・イビス・フェルナンデス・バジェ（Ana Ivis Fernández Valle, 女性、1973年8月3日 - ）は、キューバのバレーボール選手。

## 来歴
1992年、バルセロナオリンピックに出場し金メダルを獲得した。1996年、アトランタオリンピックに出場し金メダルを獲得した。2000年、シドニーオリンピックに出場し金メダルを獲得した。2004年、アテネオリンピックに出場し銅メダルを獲得した。